# Shibei
För andra betydelser, se Shibei (olika betydelser).
Shibei är ett stadsdistrikt i Qingdao i Shandong-provinsen i norra Kina.